# Thomas Hill Green
Thomas Hill Green (geboren op 7 april 1836, overleden op 26 maart 1882) was een Engelse filosoof en radicaal-liberaal. Met zijn Oxford-lezingen bracht hij het Britse liberalisme in een progressief-liberale richting. Hij was tevens een vertegenwoordiger van het Brits idealisme en was sterk beïnvloed door het werk van G. W. F. Hegel. Green was mede-oprichter van Somerville College, Oxford.
In het liberalisme is er veel nadruk op individualisme, zo ook in de werken van Green. Maar Green benadrukt tevens dat het individu onderdeel uitmaakt van een gemeenschap en dat het individu bepaalde verplichtingen heeft jegens de gemeenschap. Zijn ideeën moeten worden bezien vanuit de context van de industrialisatie in Engeland, waar grote sociaal-economische ongelijkheid leidde tot veel armoede en gebrekkige volksgezondheid. Green bepleitte gelijke kansen voor iedereen op zelfontplooiing.
Zijn pleidooi was niet alleen ethisch, maar ook praktisch noodzakelijk. De toenemende verschillen tussen rijk en arm veroorzaakten grote spanningen in Engeland. Green speelde een belangrijke rol in het liberale discours, omdat hij naast de negatieve vrijheden ook de noodzaak voor positieve vrijheden introduceerde in het Britse liberalisme. De positieve vrijheden, ook uiteengezet door filosoof Isaiah Berlin, zijn de sociale rechten van mensen op zelfverwezenlijking.
Greens progressief-liberale opvattingen kregen in Engeland veel navolging en verschoven de nadruk binnen het liberalisme van een strikte laisser faire, klassiek-liberale benadering naar een meer progressief-liberale benadering waarin de staat sociale rechten toekent aan burgers. Green deelde met marxisten het ideaal van een samenleving zonder klassentegenstellingen, met het onderscheid dat Green geloofde dat deze te bereiken is middels een vrije markt. Het gedachtegoed van Green inspireerde veel Britse liberalen de basis te leggen voor de verzorgingsstaat.

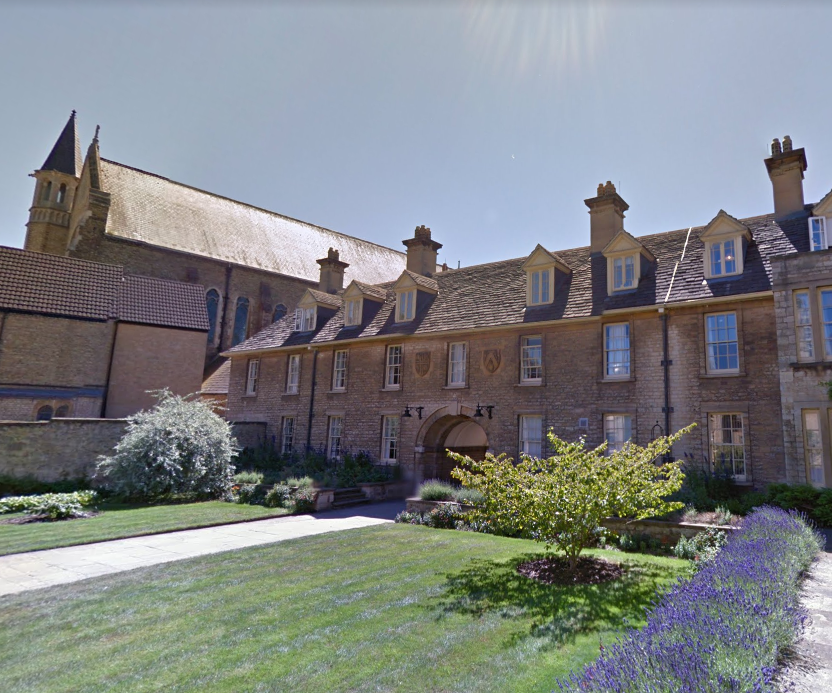
Somerville College, Oxford, waar Hill Green mede-oprichter van was.

- Biblioteca Nacional de España: XX1101718
- Bibliothèque nationale de France: cb12281073w (data)
- CiNii: DA00219380
- Gemeinsame Normdatei: 118718592
- International Standard Name Identifier: 0000 0001 2120 9389
- Library of Congress Control Number: n79040049
- Nationale Bibliotheek van Letland: 000121165
- Bibliotheek van het Japanse parlement: 00441599
- Nationale Bibliotheek van Tsjechië: jn20000602375
- Nationale bibliotheek van Australië: 36404105
- Nationale Bibliotheek van Israël: 987007305935005171
- Nederlandse Thesaurus van Auteursnamen: 070515212
- Istituto Centrale per il Catalogo Unico: MILV030287
- LIBRIS: 188643
- SNAC: w6vt363t
- Système universitaire de documentation: 031632483
- Trove: 1254232
- Virtual International Authority File: 12369860
- WorldCat: E39PBJbCM7GhWJmVX39tkg7GpP